# Diocesi di Bristol
La diocesi di Bristol è la diocesi della Chiesa d'Inghilterra che ha sede nella cattedrale della città di Bristol, città nella contea del Wiltshire nel Sud Ovest dell'Inghilterra, Regno Unito. Fa parte della Provincia ecclesiastica di Canterbury ed è retta dal vescovo di Bristol.

## Storia

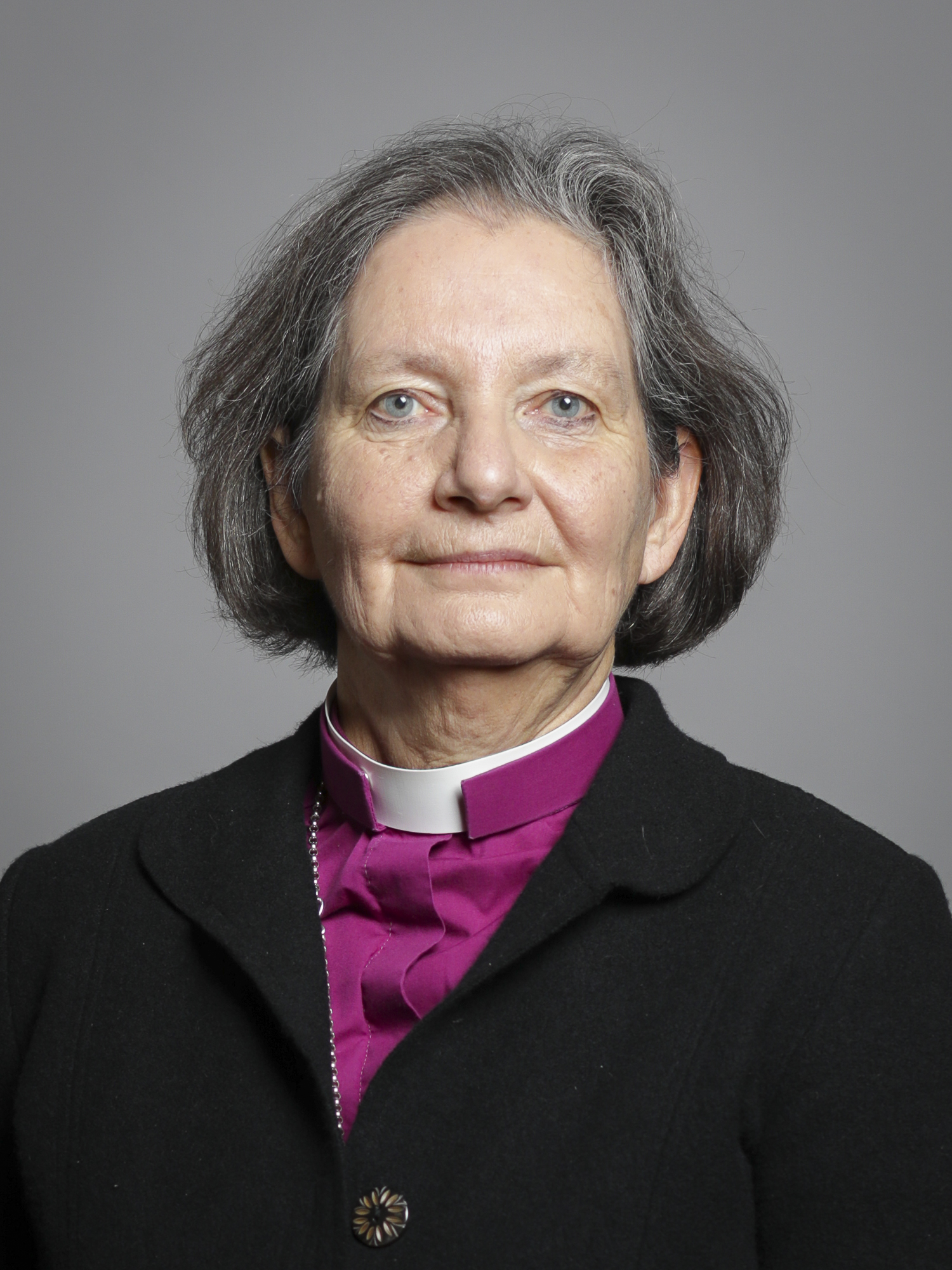
Ritratto ufficiale del vescovo di Bristol, Vivienne Faull

La diocesi fu fondata in seguito allo Scisma anglicano il 4 giugno 1542.  Nel corso della sua storia fu legata alle diocesi di Gloucester (anch'essa creata da Enrico VIII d'Inghilterra) e di Worcester, venne brevemente sciolta dal 5 ottobre 1836 quando il suo territorio fu in gran parte trasferito alla diocesi di Salisbury mentre il titolo di vescovo di Bristol fu unito a quello della diocesi di Gloucester, poi la diocesi fu nuovamente ricostituita definitivamente, anche se con diversi confini, dopo il 1897.

## Descrizione
La diocesi di Bristol, oltre allo stesso territorio di Bristol, ha luoghi di culto a Chippenham, Malmesbury e Swindon.